# AEGON Surbiton Trophy 2017
Die AEGON Surbiton Trophy 2017 waren ein Tennisturnier des ITF Women’s Circuit 2017 für Damen und ein Tennisturnier der ATP Challenger Tour 2017 für Herren in Surbiton. Beide Turniere fanden zeitgleich vom 6. bis 11. Juni 2017 statt.